# 霍洛伊夫卡河
霍洛伊夫卡河（烏克蘭語：Холоївка），是烏克蘭的河流，位於該國西部，流經利沃夫州，屬於西布格河的左支流，發源自布茲洛韋，河道全長18公里，流域面積48平方公里。